# Żabie Doły

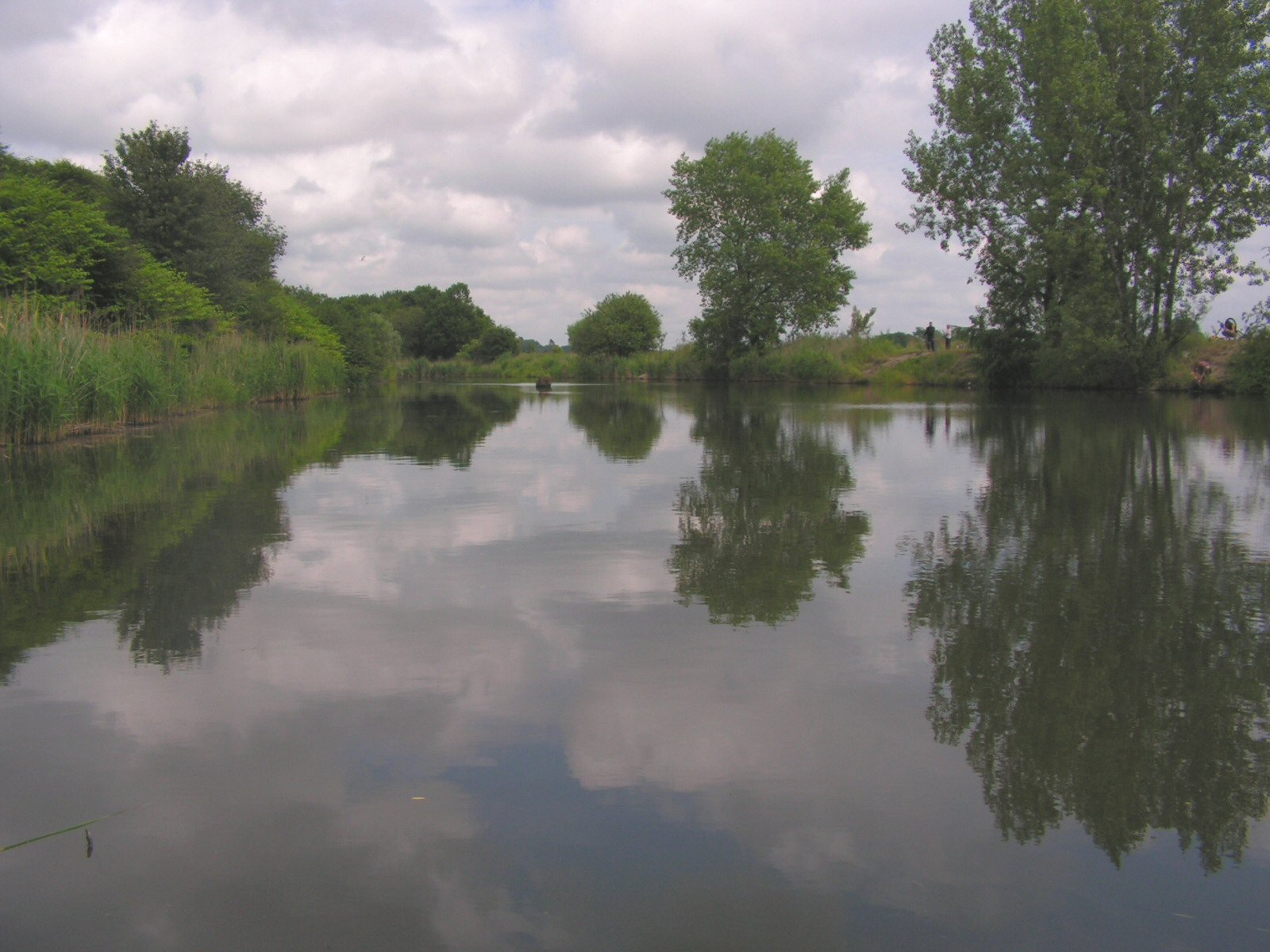
Khu vực bảo vệ "Żabie Doły" ở Bytom

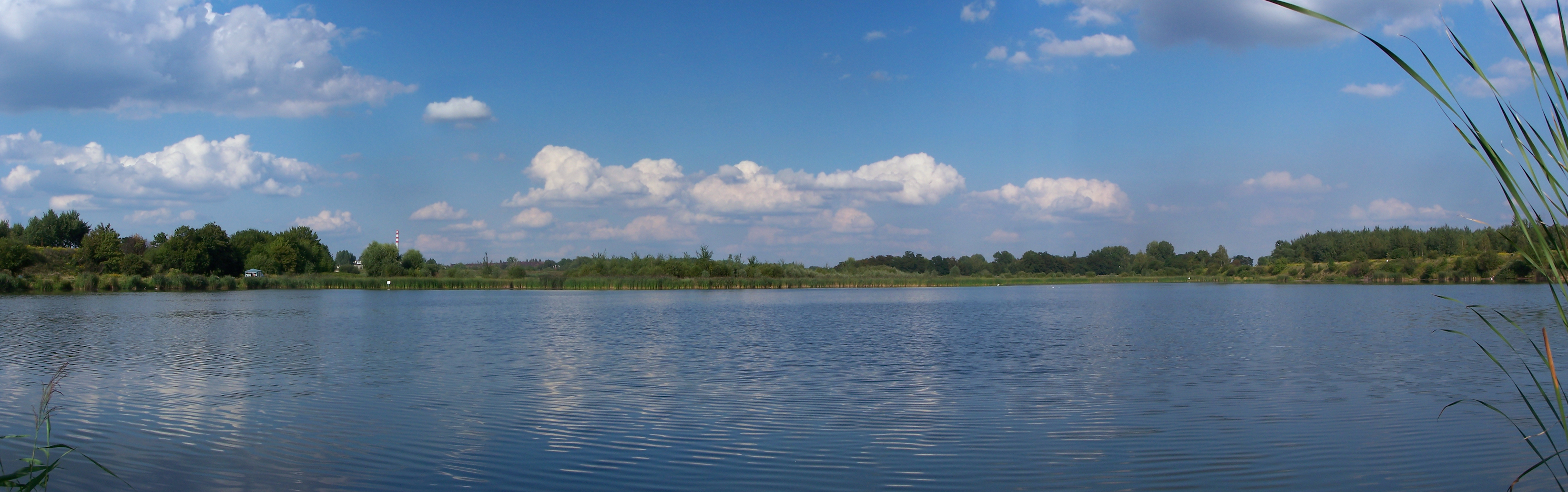
Toàn cảnh abie Doły

Abie Doły là một khu vực thiên nhiên và cảnh quan được bảo vệ ở Silesia, Ba Lan. Khu phức hợp Żabie Doły nằm hoàn toàn trong Đô thị Silesian và bao gồm một vùng đất bị thay đổi nặng nề bởi hoạt động của con người. Khu vực được bảo vệ có diện tích 2.262 km². Tại Żabie Doły, 129 loài chim đã được xác định, bao gồm 70 loài làm tổ và 17 loài quý hiếm trong khu vực. Động vật và thực vật khác cũng cư trú ở đây.
Tên ""Żabie Doły "có thể được tạm dịch là" Mương ếch ".

## Địa điểm và lịch sử
Khu bảo tồn Żabie Doły có vị trí nằm hoàn toàn trong khu vực giới hạn của các thành phố Bytom, Chorzów và Piekary Slaskie ở trung tâm khu vực đô thị hóa cao Upper Silesia.
Nhiều thế kỷ hoạt động của con người, đặc biệt là các hoạt động khai thác ngầm và luyện kim loại, đã để lại khu vực được bao phủ bởi các hồ giữ nước chưa sử dụng là các hố sụt sau khai thác, chất thải và đống xỉ. Hoạt động khai thác tại địa phương bao gồm kẽm, chì và than cứng. Phần lớn sự biến đổi đất đai của con người xảy ra vào những năm 1950. Việc phát hiện ra sự phong phú sinh học hiện tại của nó là một bất ngờ.
Khu vực này đã nhận được tình trạng là khu vực được bảo vệ hợp pháp vào năm 1997, một phần là do sự quan tâm của các học sinh trung học (từ các trường trung học ở Bytom và Louisenlund, Đức).

## Tình trạng pháp lý
Khu vực Żabie Doły hiện có tình trạng là một "khu phức hợp thiên nhiên và cảnh quan" trong khuôn khổ pháp lý của các khu vực bảo vệ thiên nhiên của Ba Lan. Hiện tại, những nỗ lực đang được tiến hành để nâng cấp nơi đây trở thành trạng thái là một khu bảo tồn thiên nhiên.